# Elias Räntz
Elias Räntz (8. srpna 1649, Řezno – 27. září 1732, Bayreuth) byl barokní sochař původem ze štýrské rodiny. Inspiraci a zkušenosti nasbíral nejdříve při pobytu v Benátkách, kde působil jako žák Melchiora Barthela. Do Itálie se navrátil roku 1673 a během svých studií v Římě se seznámil s díly významných italských barokních umělců Giana Lorenza Berniniho a Alessandra Algardiho. Roku 1677 byl jmenován markrabětem Kristiánem Ernstem z Brandenburg-Bayreuthu dvorním sochařem baroutského knížectví. Na počátku své umělecké dráhy tvořil zejména menší dřevěné oltářní plastiky. Po roce 1700 je již znám jako tvůrce soch v životních velikostech. Společně se svými synem Johannem Davidem a synovcem Lorenzem Wilhelmem Räntzem je Elias Räntz autorem mnoha významných projektů v Bayreuthu, proto po něm také nese jméno jedna z baroutských ulic, jež jsou svým osobitým stylem řazeny do raného klasicismu.

## Dílo
- Bayreuth

Markraběcí kašna přes baroutským novým zámkem, postavena dle návrhu Charles Philippe Dieussart (1699–1705)
kašna Fama-Brunnen (1703)
štuková výzdoba portálu staré radnice
náhrobek Margarety Kathariny Schlenckinové na baroutském městském hřbitově
řezbářská výzdoba varhan v kostele svatého Jiří (1714)
štuková výzdoba grotty starého baroutského zámku (1718)
- Thurnau, oltář kostela svatého Vavřince (1703)
- Erlangen, hugenotská fontána (Hugenottenbrunnen) v makraběcích zámeckých zahradách (1706)
- Creußen, řezbářská výzdoba oltáře kostela svatého Jakuba (1706–1707)
- Rehau, oltář a kazatelna farního kostela svatého Erharda v Pilgramsreuthu (1710–1711)
- Klášter Himmelkron, oltář v Marienkirche (1730)

## Galerie

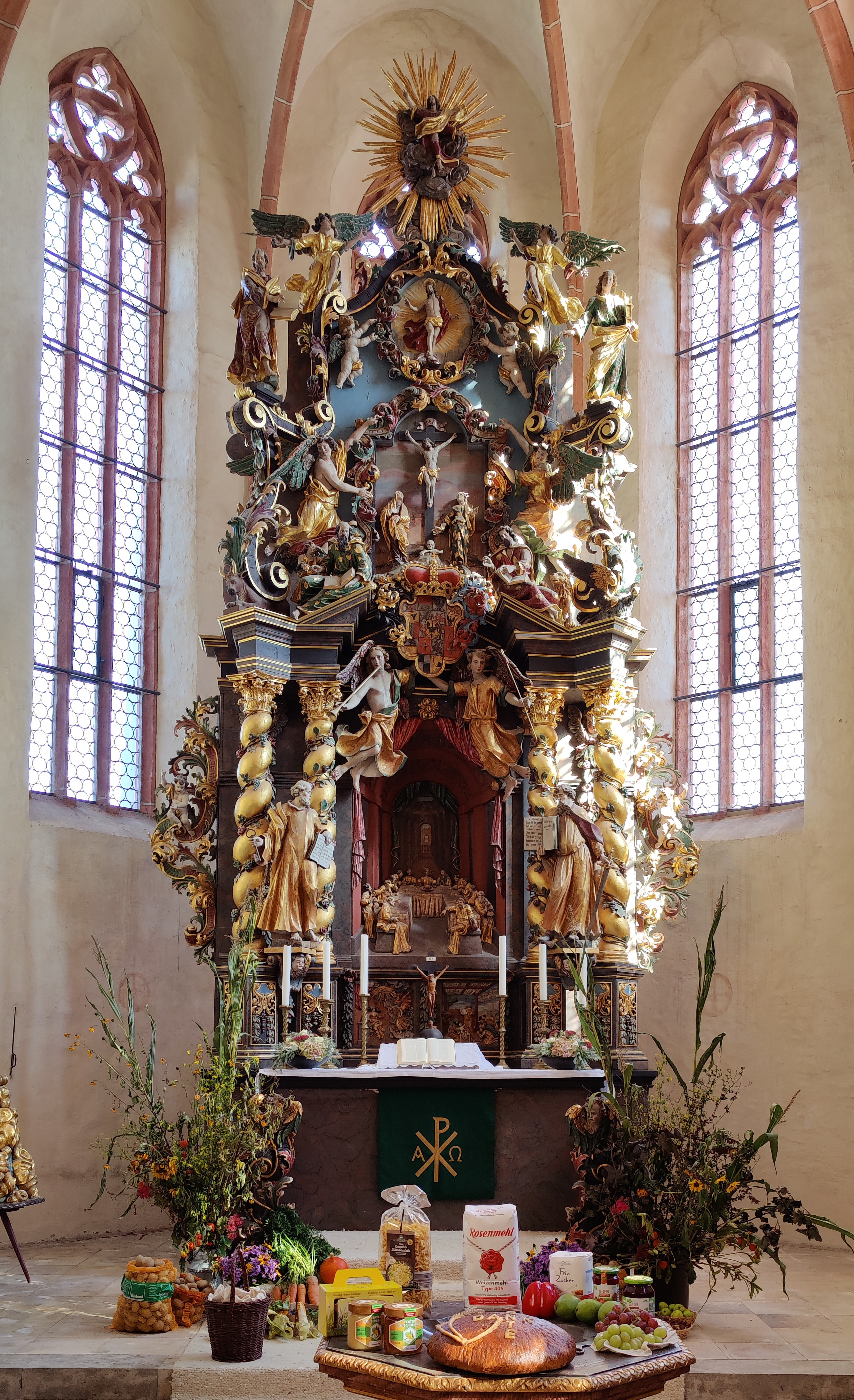
Pilgramsreuth
Varhany kostela sv. Jiří v Bayreuthu
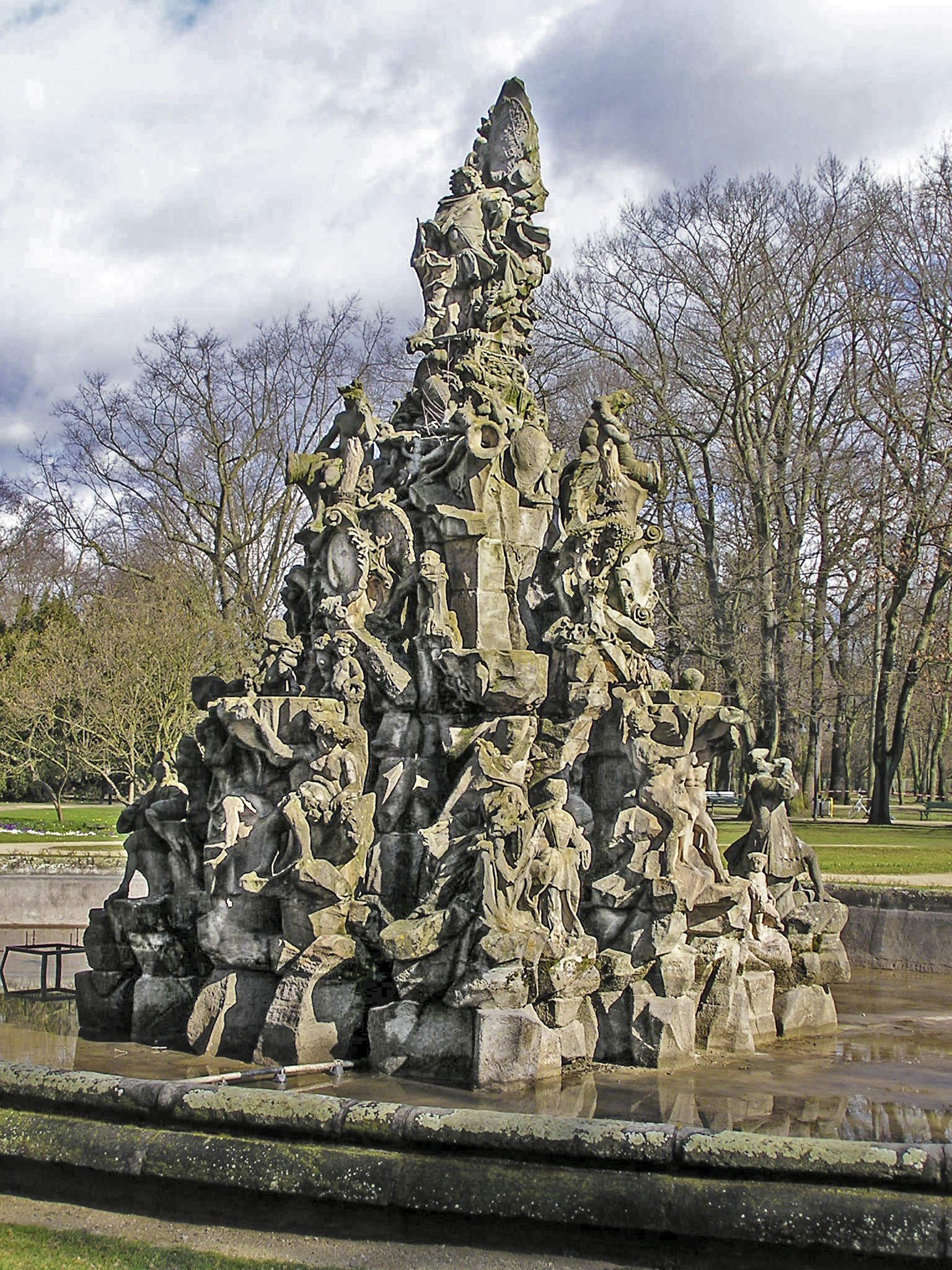
Hugenottenbrunnen v Erlangenu
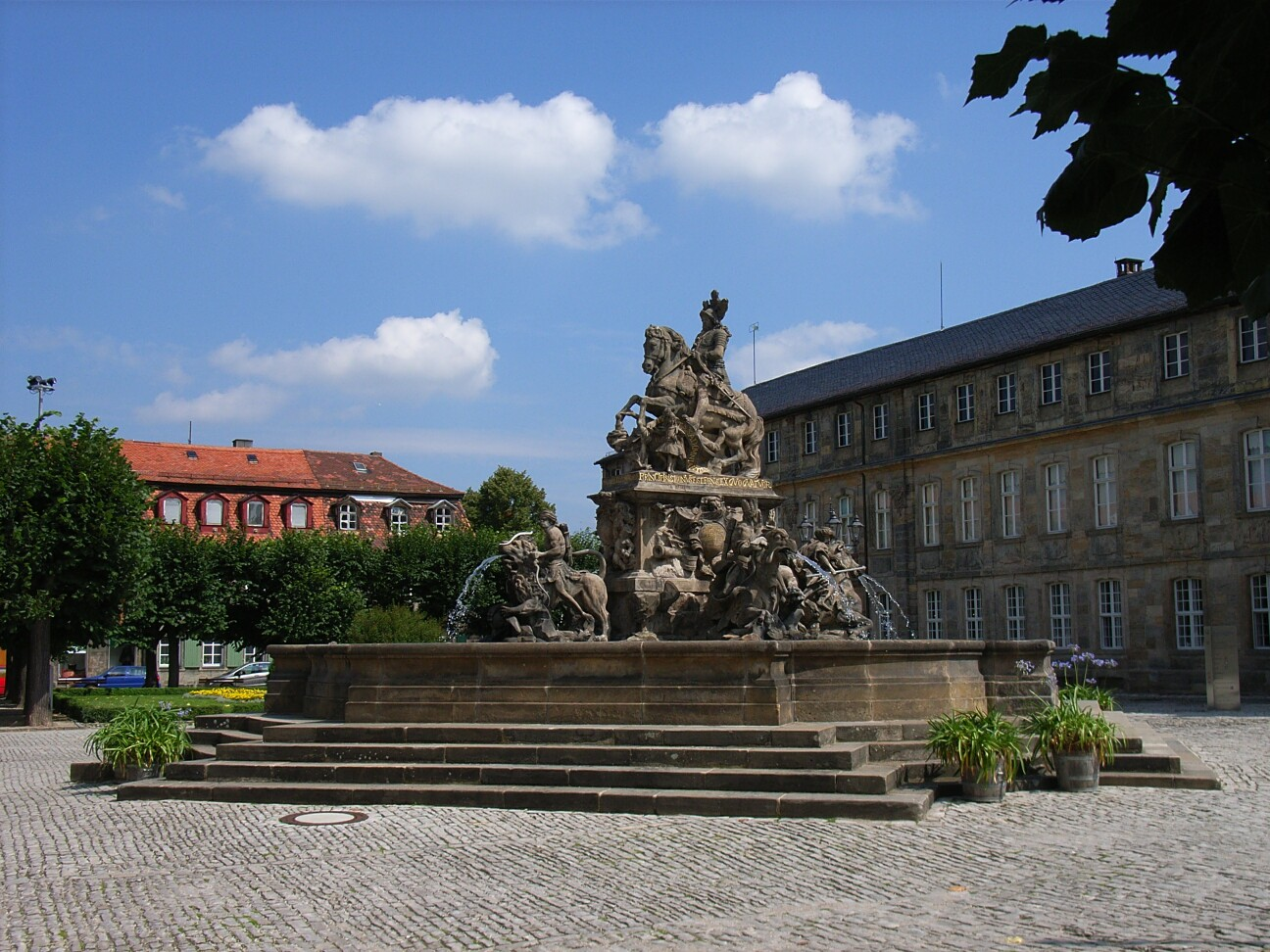
Markraběcí kašna v Bayreuthu